# Doelovo
Doelovo of Dulovo (Bulgaars: Дулово) is een stad en een gemeente in de Bulgaarse oblast Silistra. De stad Doelovo is het administratieve centrum van de gelijknamige gemeente. Doelovo heeft sinds 30 januari 1960 een stadsstatus, daarvoor was het officieel nog een dorp.

## Geografie
De gemeente Doelovo heeft een oppervlakte van 566 km2 en heeft een relatief vlak reliëf. De jaarlijkse neerslag bedraagt ongeveer 650 mm. Zo’n 23% van het landoppervlakte bestaat uit bossen. Het hoogste punt is 295 meter boven zeespiegel, terwijl het laagste punt 88 meter boven de zeespiegel ligt.

## Ligging
De gemeente Doelovo grenst aan de volgende gemeenten: in het noordwesten aan de gemeente Glavinitsa; in het noorden aan de gemeente Sitovo en de gemeente Silistra; in het noordoosten aan de gemeente Alfatar; in het zuidoosten gemeente Tervel; in het zuiden aan de gemeente Kaolinovo en in het zuidwesten aan de gemeente Isperich.

## Bevolking
Tussen 1934 en 1985 verzevenvoudigde de bevolking van Doelovo en bereikte een hoogtepunt van 10.888 inwoners. Sindsdien neemt het inwonersaantal drastisch af, eerst vanwege de massale emigratie van Bulgaarse Turken naar Turkije. De etnische Turken waren op de vlucht voor de bulgariseringscampagnes van het communistisch regime. De belangrijkste reden voor de voortdurende emigratie is tegenwoordig vooral de verslechterde economische situatie van de regio.
| stad Doelovo     | 1.532  | 1.992  | 5.860  | 8.048  | 9.894  | 10.888 | 7.618  | 6.997  | 6.537  | 6.434  |
| gemeente Doelovo | 23.481 | 27.090 | 31.813 | 35.937 | 37.364 | 36.770 | 33.509 | 30.591 | 28.282 | 27.403 |

## Nederzettingen
De gemeente Doelovo bestaat uit de stad Doelovo en 26 nabijgelegen dorpen.
| Plaatsnaam                | Cyrillisch          | Bevolking (2018) |
| ------------------------- | ------------------- | ---------------- |
| stad Doelovo              | град Дулово         | 6.434            |
| Boil                      | Боил                | 855              |
| Tsjerkovna                | Черковна            | 611              |
| Tjernolik                 | Чернолик            | 1.389            |
| Tsjernik                  | Черник              | 2.312            |
| Dolets                    | Долец               | 480              |
| Grantsjarovo              | Грънчарово          | 430              |
| Kozjak                    | Козяк               | 316              |
| Kolobar                   | Колобър             | 481              |
| Mezjden                   | Межден              | 593              |
| Oven                      | Овен                | 935              |
| Okorsj                    | Окорш               | 1.406            |
| Oresjene                  | Орешене             | 361              |
| Paisievo                  | Паисиево            | 846              |
| Polkovnik Taslakovo       | Полковник Таслаково | 378              |
| Porojno                   | Поройно             | 1.218            |
| Pravda                    | Правда              | 1.642            |
| Prochlada                 | Прохлада            | 260              |
| Razdel                    | Раздел              | 594              |
| Roejno                    | Руйно               | 857              |
| Sekoelovo                 | Секулово            | 836              |
| Skala                     | Скала               | 160              |
| Vodno                     | Водно               | 840              |
| Vokil                     | Вокил               | 1.195            |
| Varbino                   | Върбино             | 45               |
| Jarebitsa                 | Яребица             | 1.312            |
| Zlatoklas                 | Златоклас           | 617              |
| gemeente Doelovo (totaal) |                     | 27.403           |

Bestuurlijk centrum: Silistra
 Alfatar · Doelovo · Glavinitsa · Kaïnardzja · Silistra · Sitovo · Toetrakan